# Cavazzo Carnico
Cavazzo Carnico là một đô thị ở tỉnh Udine trong vùng Friuli-Venezia Giulia thuộc Ý, có cự ly khoảng 100 km về phía tây bắc của Trieste và khoảng 35 km về phía tây bắc của Udine. Tại thời điểm ngày 31 tháng 12 năm 2004, đô thị này có dân số 1.116 người và diện tích là 38,6 km².
Đô thị Cavazzo Carnico có các frazioni (đơn vị cấp dưới, chủ yếu là các làng) somplago, cesclans, và mena.
Cavazzo Carnico giáp các đô thị: Amaro, Bordano, Tolmezzo, Trasaghis, Venzone, Verzegnis, Vito d'Asio.